# Liste des évêques de Gbarnga
 (mai 2018).
Liste des évêques de Gbarnga
(Dioecesis Gbarnganus)
L'évêché de Gbarnga est créé le 17 novembre 1986, par détachement de l'archevêché de Monrovia.

## Liste des évêques
- 17 novembre 1986-† 13 décembre 2000 : Benedict Sekey (Benedict Dotu Sekey)
- 13 décembre 2000-30 mai 2002 : siège vacant
- 30 mai 2002-11 juillet 2009 : Lewis Zeigler
- 11 juillet 2009-21 mars 2011 : siège vacant
- depuis le 21 mars 2011 : Anthony Borwah (Anthony Fallah Borwah)

## Sources
- L'ANNUAIRE PONTIFICAL, sur le site http://www.catholic-hierarchy.org, à la page